# Dolmar GmbH

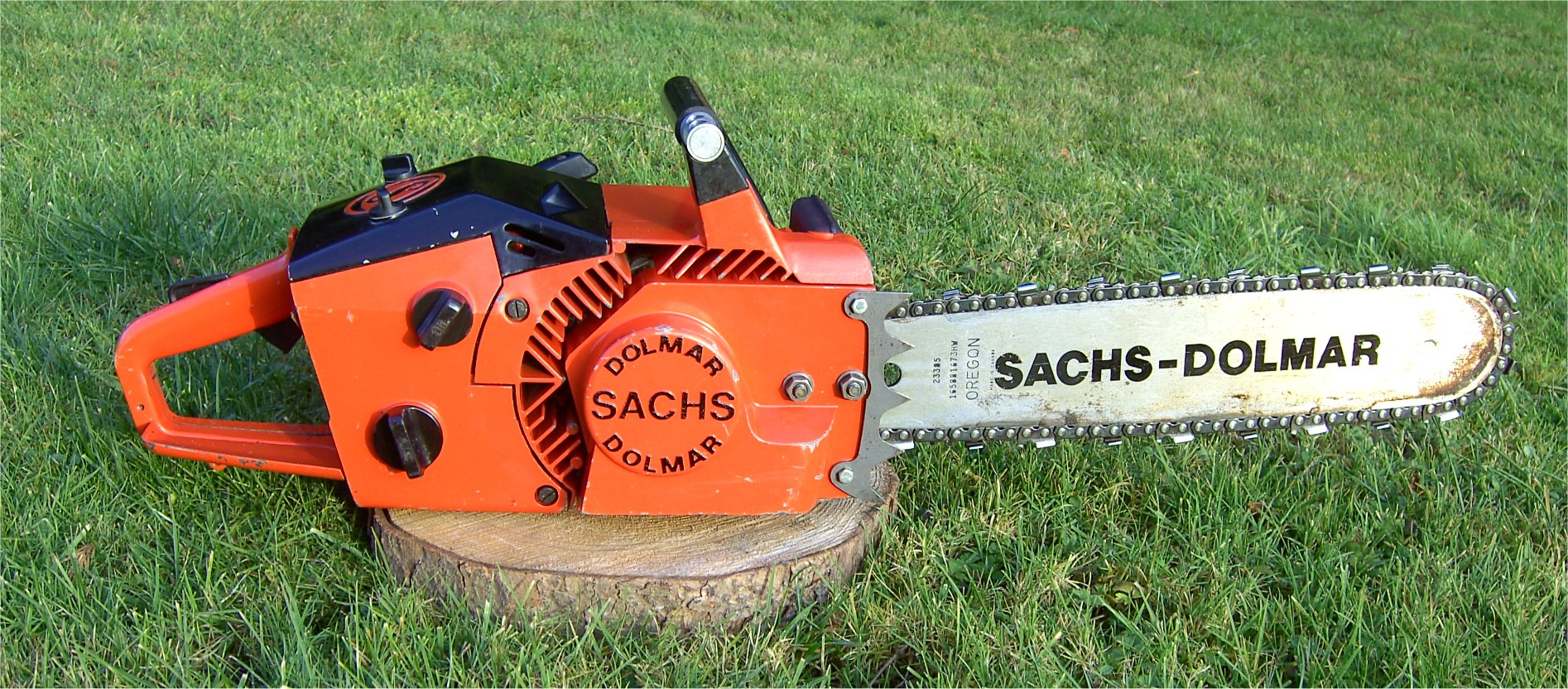
KMS4

Dolmar GmbH är en tillverkare av, främst, bensindrivna motorsågar. De tillverkar även flera andra olika produkter såsom pumpar, högtryckstvättar och gräsklippare samt olika tillbehör för skogsavverkningsindustrin. 
Dolmar har sitt säte i Hamburg-Wandsbek, Tyskland. De firade 80-årsjubileum 2007.
Dolmette är en motorcykel som drivs av 24 st Dolmar PS 7900 motorsågar. Växellådan kommer från en Harley Davidsson. Den totala cylindervolymen på motorcykeln är 1,9 liter och motorn utvecklar 125kW (170hk) och 130 Nm mätt vid motorcykelns centrifugalkoppling.  